# Fagopyrum gracilipedoides
Fagopyrum gracilipedoides är en slideväxtart som beskrevs av Ohsako & Ohnishi. Fagopyrum gracilipedoides ingår i släktet boveten, och familjen slideväxter. Inga underarter finns listade i Catalogue of Life.